# Langensari (Solokan Jeruk)
Langensari is een bestuurslaag in het regentschap Bandung van de provincie West-Java, Indonesië. Langensari telt 9183 inwoners (volkstelling 2010).